# Thea Flowers
Thea "Stargirl" Flowers és una creadora de sintetitzadors modulars. Va crear mòduls de codi obert sota la seva companyia Winterbloom, que va estar activa des del 2020 fins al 2025, quan va decidir tancar la companyia per a embarcar en nous projectes.